# Avenir (Sinicyn)
Svatý Avenir (světským jménem: Andrej Matvejevič Sinicyn; 1879, Bolchov – 5. prosince 1937, Suchiniči) byl monach ruské pravoslavné církve a mučedník.

## Život
Narodil se roku 1879 v Bolchově.
Po smrti své manželky vstoupil roku 1908 do monastýru Optina Pustyň. Dne 11. října 1911 byl zapsán mezi bratry a poté byl postřižen na monacha se jménem Avenir. V monastýru sloužil jako zvoník.
Po uzavření monastýru roku 1923 se odebral do Kozelska. Zde vedl dál mnišský život a sloužil v chrámu Zvěstování přesvaté Bohorodice.
Dne 30. října 1937 byl zatčen v rámci vyšetřování optinského monacha Jevtichije (Diděnka) a dalších. Byl obviněn z kontrarevoluční činnosti ale vinu nepřiznal.
Dne 21. listopadu 1937 byl Trojkou NKVD odsouzen k trestu smrti zastřelením. Rozsudek byl vykonán 5. prosince 1937 v Suchiniči. Spolu s ním byli zastřeleni monaši Jevtichij (Diděnko), Savva (Suslov), Mark (Machrov) a církevní starosta Boris Antonovič Kozlov. Pohřbení byli v neznámém hrobě.

## Kanonizace
Dne 27. března 2007 jej Ruská pravoslavná církev svatořečila jako mučedníka a byl zařazen mezi Sbor všech novomučedníků a vyznavačů ruských.
Jeho svátek je připomínán 5. prosince (22. listopadu – juliánský kalendář).